# Сежа (приток Ветлуги)
Сежа — река в России, протекает в Ветлужском районе Нижегородской области. Устье реки находится в 338 км по правому берегу реки Ветлуги (протока Волок). Длина реки составляет 16 км, площадь водосборного бассейна 72 км².
Исток реки находится в лесу восточнее деревни Галкино в 29 км к юго-западу от города Ветлуга. Река течёт на юг, на реке стоят деревни Веденино, Агафониха, Мошкино, Иваново, Сежа. Впадает в протоку Волок, которая спрямляет большую петлю, описываемую здесь основным руслом Ветлуги.

## Данные водного реестра
По данным государственного водного реестра России относится к Верхневолжскому бассейновому округу, водохозяйственный участок реки — Ветлуга от города Ветлуга и до устья, речной подбассейн реки — Волга от впадения Оки до Куйбышевского водохранилища (без бассейна Суры). Речной бассейн реки — (Верхняя) Волга до Куйбышевского водохранилища (без бассейна Оки).
Код объекта в государственном водном реестре — 08010400212110000042628.